# Patrick (pel·lícula de 2013)
Patrick (estrenat internacionalment com a Patrick: Evil Awakens) és una pel·lícula de terror australiana del 2013 dirigida per Mark Hartley i un remake de la pel·lícula del mateix nom de 1978. Es va estrenar el 27 de juliol de 2013 al Festival Internacional de Cinema de Melbourne i va rebre un llançament limitat al cinema el 14 de març de 2014, seguit d'un llançament en DVD el mes següent. La seva estrena teatral canadenca va ser al Lost Episode Festival Toronto el 5 de juliol de 2014.
La pel·lícula és protagonitzada per Jackson Gallagher com el titular Patrick, un jove comatós que utilitza els seus poders psíquics per perseguir una infermera que el cuida.

## Argument
La Kathy, una jove infermera, té ganes de demostrar-se en el seu nou treball en una clínica psiquiàtrica aïllada. Està intrigada per Patrick, un pacient en coma que el seu cap el Dr. Roget assegura que és incapaç de respondre realment a cap estímul extern. La Kathy està horroritzada pels experiments que Roget i la seva infermera matrona Cassidy li infligent, i inicialment està contenta quan troba una manera de comunicar-se amb ell. Això es converteix ràpidament en terror quan Patrick utilitza les seves habilitats psíquiques per interferir amb la seva vida fora de l'hospital, ja que Patrick s'ha obsessionat amb Kathy i perjudicarà qualsevol persona que cregui que interfereix en la seva relació amb ella.

## Repartiment
- Sharni Vinson com a Kathy Jacquar
- Rachel Griffiths com a matrona Cassidy
- Charles Dance com el Doctor Roget
- Peta Sergeant com a infermera Williams
- Eliza Taylor com a infermera Panicale
- Martin Crewes com a Brian Wright
- Damon Gameau com a Ed Penhaligon
- Jackson Gallagher com a Patrick
- Rod Mullinar com Morris
- Simone Buchanan com la mare de Patrick
- Maria Mercedes com a metgessa d'Ed

## Producció
Richard E. Grant va ser elegit originalment com a metge, però va haver d'abandonar a causa d'un conflicte de programació.

## Mitjans domèstics
Patrick es va publicar en DVD i Blu-ray per Phase 4 Films el 10 de juny de 2014.

## Recepció
A l'agregador de ressenyes Rotten Tomatoes, Patrick té una puntuació d'aprovació del 73% basada en 22 ressenyes i una puntuació mitjana de 5,30/10. A Metacritic, la pel·lícula té una puntuació mitjana ponderada de 48 de 100 basats en 4 crítiques, que indiquen "crítiques mixtes o mitjanes".
The Hollywood Reporter la va valorar favorablement, resumint-ho amb el lema "Aquest remake d'Ozploitation és una festa de la por d'una eficàcia esgarrifosa." The Guardian va donar una crítica predominantment favorable però mixta, elogiant l'actuació del repartiment en general mentre va assenyalar que la pel·lícula va equivocar-se en exagerar els impactes de la pel·lícula i fer-los massa aviat. Richard Kuipers de Variety va donar la pel·lícula una crítica positiva, lloant l'actuació de Vinson, l'atmosfera gòtica, tot observant els diàlegs ocasionals de la pel·lícula. Drew Tinnin de Dread Central va puntuar la pel·lícula amb una puntuació de 3,5 sobre 5, afirmant que el director Hartley "el seu remake d'una d'aquestes pel·lícules mostra la mateixa comprensió de com crear una pel·lícula de terror eficaç que sigui decididament exagerada tot conservant la mateixa atmosfera que va fer que el Patrick original valgui la pena documentar-se en primer lloc."
Clifford Wheatley de IGN va escriure, "Patrick: Evil Awakens ofereix alguns actors reeixits que fan tot el possible amb material poc brillant, amb alguns efectes pràctics de maquillatge divertits, però no ofereix res de substància per fer d'aquesta una pel·lícula. Val la pena gastar-hi els vostres diners. És el millor farratge de televisió per cable de tarda." Simon Abrams a Roger Ebert.com va atorgar a la pel·lícula una puntuació mixta de 2,5 sobre 4, elogiant la partitura i el guió de la pel·lícula; mentre criticava el diàleg i la direcció de la pel·lícula com a "sovint innecessàriament sobredeterminada".

## Reconeixements
| Premi       | Categoria              | Subject       | Resultats |
| ----------- | ---------------------- | ------------- | --------- |
| AFCA Awards | Millor actriu          | Sharni Vinson | Nominat   |
| AFCA Awards | Millor actor secundari | Charles Dance | Nominat   |